# Lions Gate Bridge
Die Lions Gate Bridge (offiziell First Narrows Bridge) ist eine Hängebrücke in der kanadischen Provinz British Columbia. Sie überbrückt eine Engstelle des Fjords Burrard Inlet und verbindet Vancouver mit North Vancouver und West Vancouver. Der Name der Brücke bezieht sich auf die Zwillingsgipfel The Lions in den North Shore Mountains.
Die Gesamtlänge der Brücke inklusive des nördlich anschließenden 670 m langen Gerüstpfeilerviadukts beträgt zwischen den Widerlagern 1517 m, die Länge der Hängebrücke 847 m. Die Feldweiten betragen 187 m – 473 m – 187 m.
Die Pylone sind 111 m hoch. Die Tragkabel wurden aus gebündelten Drahtseilen anstelle der üblichen Paralleldrahtseile hergestellt. Die Fahrbahn befindet sich auf einer Höhe von 61 m. Je nach Verkehrsaufkommen kann die Benutzung des mittleren der drei Fahrspuren mit Ampeln flexibel gestaltet werden. Pro Tag nutzen 60.000 bis 70.000 Fahrzeuge die Brücke, LKW über 13 Tonnen sind nicht zugelassen.
Die Lions Gate Bridge gilt als Wahrzeichen der Stadt Vancouver und der Gemeinden am Nordufer des Burrard Inlet. Sie hatte die längste Spannweite aller Hängebrücken außerhalb der USA, bis sie 1959 von der Pont de Tancarville abgelöst wurde. Filmregisseur Robert Altman hat das von ihm gegründete Unternehmen Lions Gate Films nach der Brücke benannt.
Am 10. Dezember 2004 wurde die Brücke offiziell als National Historic Site of Canada anerkannt.

## Geschichte
Um 1890 kam erstmals die Idee auf, die erste Engstelle des Burrard Inlet zu überbrücken. Allerdings gab es auch Widerstand gegen den Bau einer Brücke. Man befürchtete, die Landschaft des Stanley Park könnte zerstört und der rege Schiffsverkehr stark eingeschränkt werden. Das erste Projekt wurde 1927 in einer Volksabstimmung abgelehnt. Die zweite Abstimmung am 13. Dezember 1933 hingegen war im Verhältnis 2:1 erfolgreich. Die irische Brauereifamilie Guinness hatte in West Vancouver ein 16 km² großes Gebiet erworben und wollte dieses erschließen, weshalb sie die Baukosten übernahm. Nach langen Verhandlungen mit der Bundesregierung wurde die Baubewilligung mit der Auflage erteilt, soviel Material wie möglich aus Vancouver zu verwenden und einheimische Arbeitskräfte einzusetzen, um die Arbeitslosigkeit während der Weltwirtschaftskrise zu mildern.
Entworfen wurde die Brücke durch das Ingenieurbüro Monsarrat and Pratley aus Montreal. Die Bauarbeiten begannen am 31. März 1937. Nach eineinhalbjähriger Bauzeit wurde die Brücke am 14. November 1938 für den Verkehr freigegeben. Die Baukosten betrugen 5.873.837,17 CAD, für die Benutzung der Brücke musste pro Auto eine Maut von 25 Cents entrichtet werden. Am 20. Januar 1955 verkaufte die Familie Guinness die Brücke für 5.959.060 CAD an die Provinz British Columbia und 1963 wurde die Maut aufgehoben. 1975 ersetzte man den nördlichen, langsam zerfallenden Viadukt durch eine leichtere, breitere und stärkere Stahlkonstruktion.
Zu Beginn der 1990er Jahre stand die Provinzverwaltung vor der Wahl, die alternde Brücke entweder umfassend zu erneuern oder abzureißen. Zu den Vorschlägen gehörten der Bau einer parallel verlaufenden Brücke, das Bohren eines Tunnels vom Stadtzentrum zum Nordufer oder das Hinzufügen einer zweiten Fahrebene. Da die Stadt Vancouver keinen zusätzlichen Verkehr wünschte und die Provinzregierung nicht gewillt war, viel Geld auszugeben, wurde beschlossen, die bestehende Brücke zu erneuern und keine zusätzlichen Fahrspuren zu bauen. Die Umbauarbeiten fanden 2000 und 2001 statt. Die Fahrspuren wurden von 2,84 Meter auf je 3,6 Meter verbreitert, die Fußwege an den Seiten von 1,2 Meter auf 2,7 Meter. Im Rahmen dieser Umbaumaßnahme wurden die einzelnen Fahrbahnträgersegmente gegen breitere ausgetauscht. Die beiden Fußwege, welche sich bisher zwischen den beiden senkrechten Abspannungen befanden, wurden nach ganz außen verlagert. Erst durch diese Verlagerung konnte zwischen den beiden Hängerreihen der Raum für die Verbreiterung der Fahrspuren gewonnen werden.
2010 diente die Brücke als Drehort für die Eröffnungssequenz von Final Destination 5.

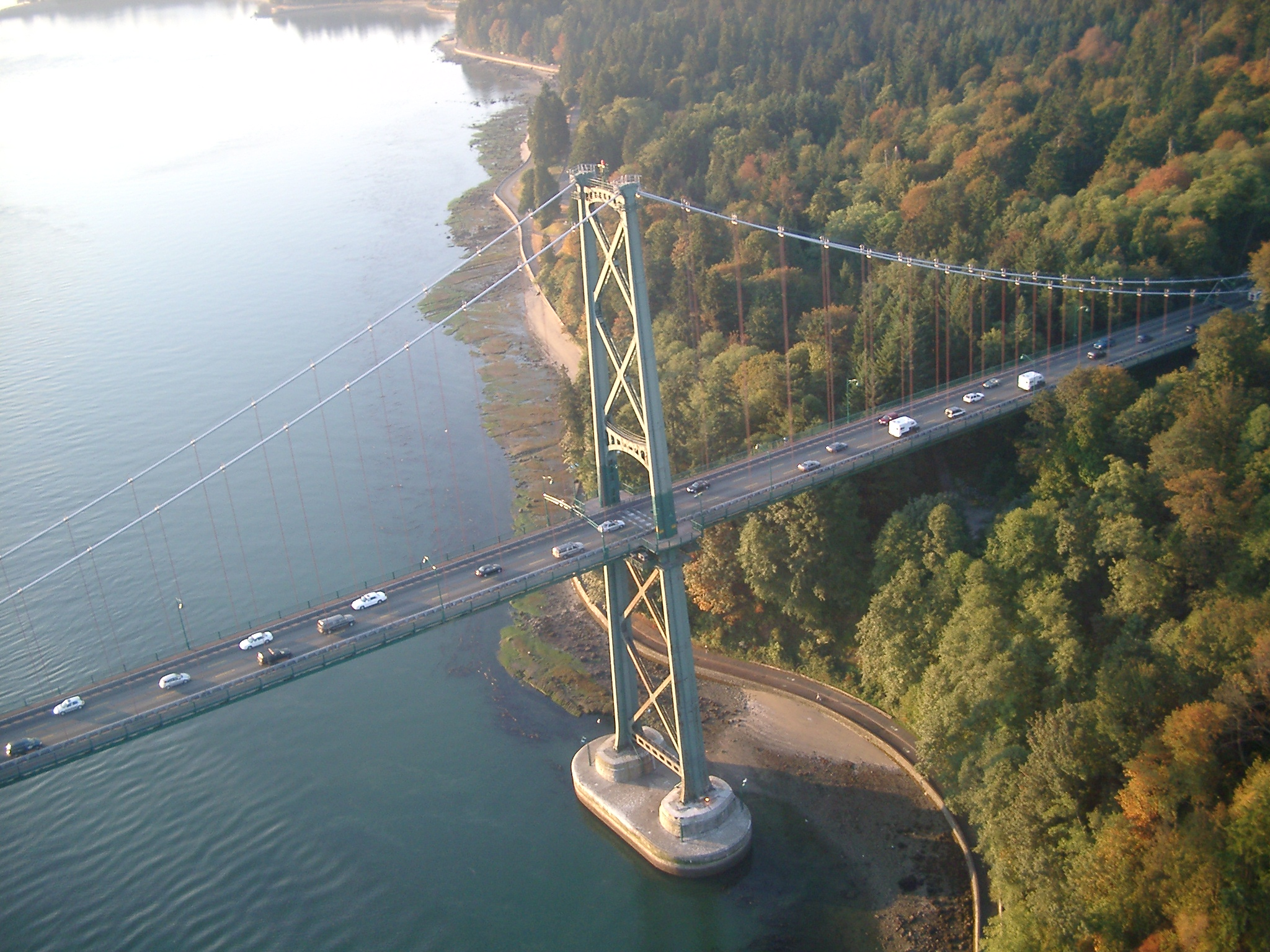
Ansicht von oben
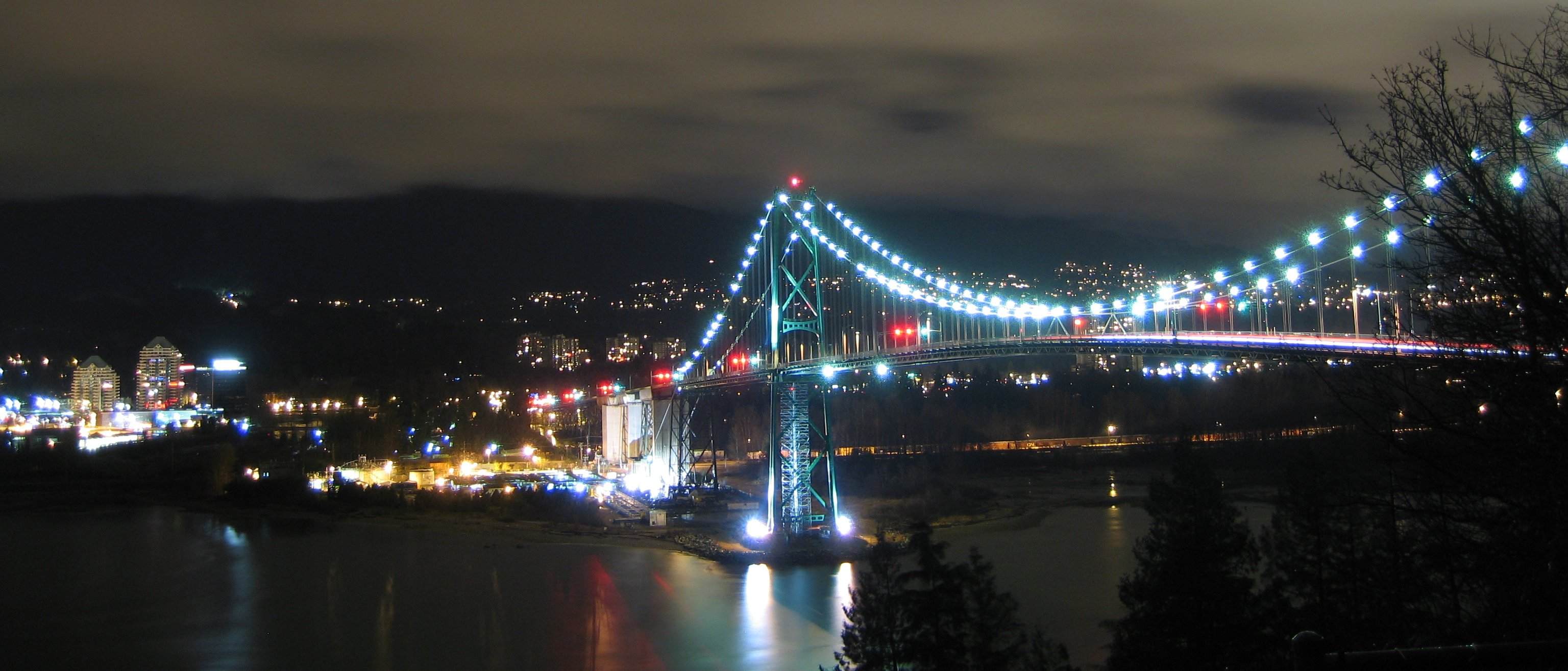
Lions Gate Bridge und North Vancouver vom Stanley Park aus gesehen
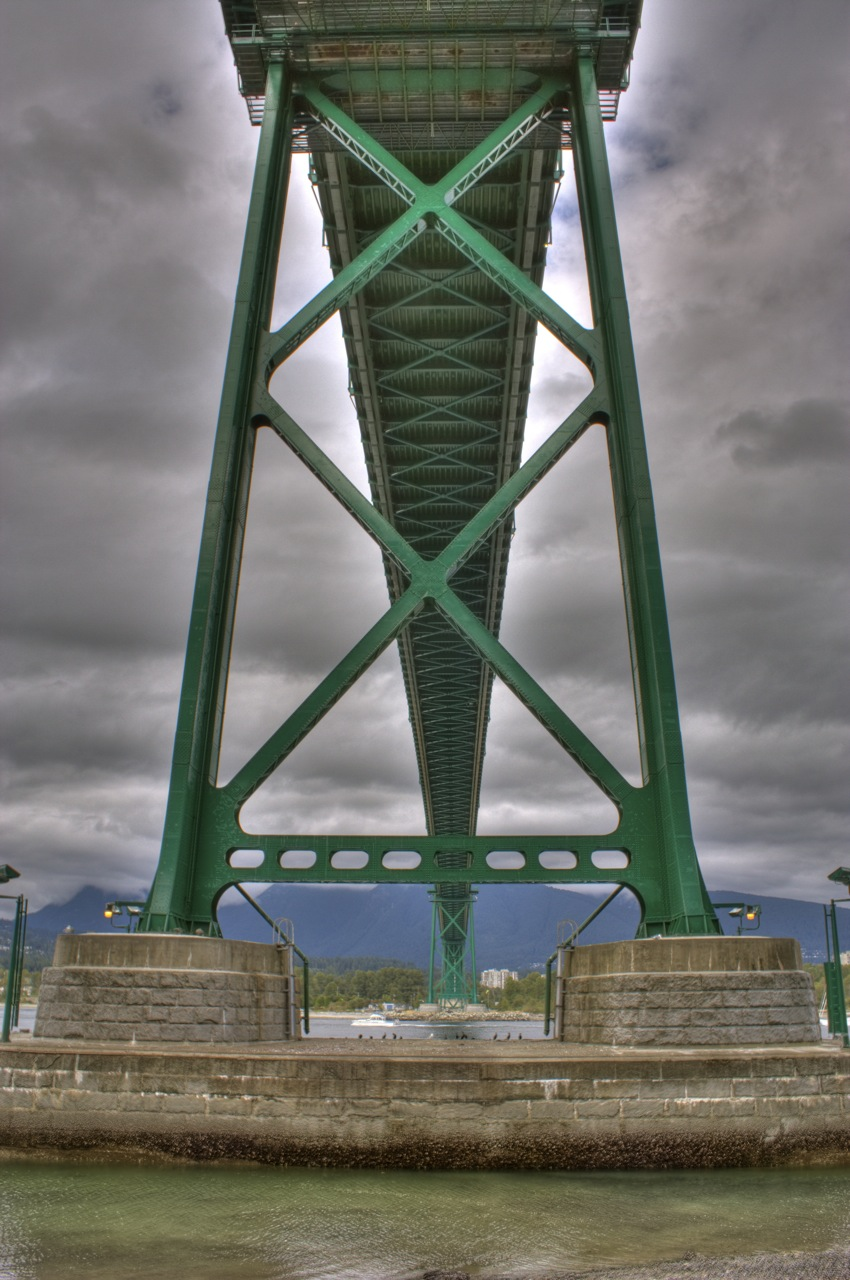
Unterhalb der Lions Gate Bridge im Stanley Park